# František Janák (sklář)

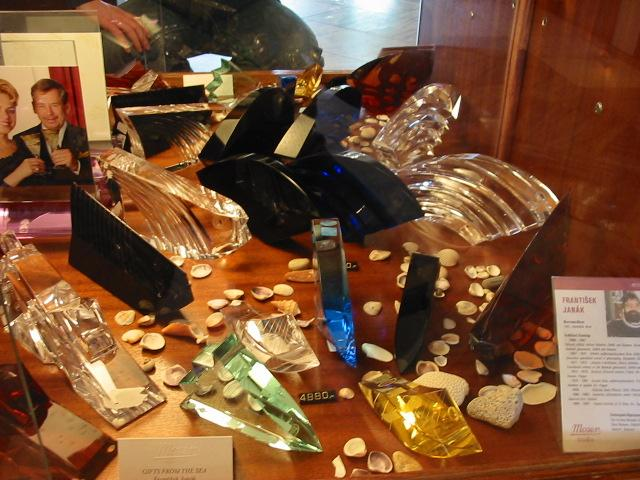
Ukázky práce Františka Janáka ve sklárně Moser v Karlových Varech.

František Janák (* 1. června 1951 Havlíčkův Brod) je český malíř a sklář.

## Život
František Janák se vyučil kuličem a sklářem v odborném učilišti skláren Bohemia ve Světlá nad Sázavou. Dále studoval na oddělení broušení skla na Průmyslové škole sklářské v Kamenickém Šenově u profesora Pavla Wernera. Po absolvování školy se nejprve vrátil do Světlé nad Sázavou, kde pracoval jako mistr v rafinérii skla. V letech 1972–1975 byl brusičem skla v družstvu Výtvarná řemesla Praha.
Po roce 1975 pokračoval ve studiu na Vysoké škole uměleckoprůmyslové v Praze u profesora Stanislava Libenského. Absolvoval v roce 1981 a věnoval se práci výtvarníka a designéra nejprve samostatně a od roku 1985 v Ústavu bytové a oděvní kultury – ÚBOK. Jeho návrhů využívaly tehdejší přední české sklárny.
V roce 1989 se účastnil letní školy v Pilchucku v USA (Pilchuck Glass Summer School, University of Bakersfield, Kalifornie) pod vedením jiného předního českého sklářského výtvarníka Jiřího Harcuby. Po návratu z USA pracoval nadále jako výtvarník a designér.
V letech 1995–1997 působil jako hostující profesor Tojamském sklářském institutu v Tojamě v Japonsku, v oddělení broušeného a rytého skla. Po návratu do Čech vyučoval na Průmyslové škole sklářské v Kamenickém Šenově dějiny umění a výtvarné předměty. V roce 2006 se stal ředitelem této školy. V souvislosti se sloučením škol podobného zaměření v Kamenickém Šenově a v Novém Boru byl z funkce ředitele odvolán. Dál však na škole působil jako zástupce ředitele a pedagog.

## Dílo
Janákova díla byla vystavována na řadě kolektivních i samostatných výstav. Jsou součástí stálých expozic předních českých i zahraničních galerií a muzeí:
- Uměleckoprůmyslové muzeum Praha
- Moravská galerie, Brno
- Severočeské museum, Liberec
- Museum skla a bižuterie Jablonec nad Nisou
- Západočeské muzeum, Plzeň
- Východočwské museum, Pardubice
- Slezské museum, Opava
- Galerie "Vysočina", Jihlava
- Umělecká galerie, Cheb
- Horácká galerie, Nové Město na Moravě
- Zámek Lemberk
- Slovenská národní galerie, Bratislava
- Glass museum, Ebeltoft, Dánsko
- Ulster museum, Belfast, Severní Irsko
- Finské museum skla, Riihimäki, Finsko
- Rippl Ronai museum, Káposvár, Maďarsko
- Museum moderního umění, Düsseldorf, Německo.
- Sbírky města Tojama, Japonsko
- Koganezaki crystal park, Kamo-Mura, Japonsko.
- Glass museum Tacoma, USA.
- Museum skla Kamenický Šenov
- Národní galerie, Praha

## Ocenění
- Cena rektora VŠ UMPRUM v Praze, 1981
- Diplom Urkunde Jugend gestaltet v Mnichově v Německu, 1982
- Zvláštní cena na Druhé sklářské ceně v Coburgu v Německu, 1985
- 1. Cena na 4. Kvadrienále v Erfurtu v Německu, 1986
- Diplom na Evropské výstavě uměleckých řemesel (WCC Europe) ve Stuttgartu v Německu, 1988
- Cena Pavla Hlavy na Mezinárodní sklářské výstavě v Kanazawě v Japonsku, 1995
- Čestný diplom na výstavě Milenium Glass v Galerii Mostly Glass, USA, 2000
- Čestný diplom na International Glass Exhibition v Kanazawě v Japonsku, 2004
- Čestný diplom na Coburger Glass Price, Coburg, Německo, 2006

František Janák obdržel rovněž řadu cen v oblasti průmyslového designu.